# 普拉特維爾 (伊利諾伊州)
普拉特維爾（英語：Plattville）是位於美國伊利諾伊州肯德爾縣的一個村落。

## 地理
普拉特維爾的座標為41°31′54″N 88°22′53″W / 41.53167°N 88.38139°W，而該地最高點為海拔高度183米（即600英尺）。

## 人口
根據2010年美國人口普查的數據，普拉特維爾的面積為6.44平方千米，當中陸地面積為6.44平方千米，而水域面積為0.00平方千米。當地共有人口242人，而人口密度為每平方千米37人。